# Lindes och Ramsbergs bergslags tingslag
Lindes och Ramsbergs bergslags tingslag var ett tingslag i Örebro län från 1855 i Lindes domsaga. 
Tingslaget bildades 1680 i Norra Närkes domsaga,  Tingslaget upphörde den 1 januari 1899 då det uppgick i Lindes domsagas tingslag.

## Omfattning

### Socknarna i häraderna
- Lindes och Ramsbergs bergslag